# 하코다테야마 로프웨이
하코다테야마 로프웨이(函館山ロープウェイ, 영어: Mt.HAKODATE ROPEWAY Corpoation)는 일본 홋카이도 하코다테시에 있는 하코다테산의 산기슭과 정상을 연결하는 로프웨이를 운영하는 회사이다.